# Ядвига Виткевичова
Ядвига Виткевичова (на полски Jadwiga Witkiewiczowa), с моминска фамилия Унруж (родена на 24 август 1893 г. в Моикиювице, Подоле, умира на 28 декември 1968 г. във Варшава) – съпруга на Станислав Игнаци Виткевич.
Майка ѝ Ядвига е дъщеря на художника Юлиуш Коссак и сестра на Войчех Коссак. Омъжва се за Зигмунт Унруж от рода Унруж, който е клон на аристократичния немски род фон Унру. Полският клон на рода води началото си от Кшишртоф Унруж, който през 1597 г. се премества във Велкополска. Родителите на Ядвига се разделят през 1912 г. и майка, заедно с дъщерите си, се премества във Варшава, където ръководи пансион, намиращ се на ул. Брацка“. Ядвига получава добро образование (завършва средно училище „А. Верецка“ във Варшава). По време на войната умират майка ѝ и сестра ѝ. Единствената ѝ опора остават Мария и Войчех Коссак. През 1922 г. отива на лечение в Закопане и там се запознава с Виткаци. През февруари 1923 г. посещава Закопане за втори път, а на 30 април 1923 г. сключва брак със Станислав Игнаци Виткевич. Кумува им Аугуст Замойски. Бракът на семейство Виткевич минава през различни периоди, като тежките моменти стават все по-чести. През 1925 г. Ядвига се премества във Варшава за постоянно (нанася се да живее на ул. „Брацка“ 23).
От този момент нататък Виткаци започва да идва във Варшава – рано през пролетта и наесен, а Ядвига пътува през лятото или през зимата. Тя става пълномощник на съпруга си във Варшава. Свързва се от негово име с редакции на списания, с издатели, с хора, притежаващи негови картини, които предстои да бъдат включени в изложба; преписва произведенията му на машина, заема се с коректурите на статиите му. Тя е първият читател на повечето от художествените и публицистични текстове, написани от Виткаци. Той пише на жена си почти всеки ден. Моли я да унищожава писмата му, но вероятно самият той не вярва, че това ще бъде сторено.
Виткевич с удоволствие прави портрети на съпругата си – до днес е запазен голям портрет с пастели от 1925 г.  и многобройни художествени черно-бели и цветни фотографии, оформени като психологически портрети.
Въпреки войната и въстанията, тя успява да опази повечето ръкописи на Виткаци. Основната част от писмата, писани до нея, държи винаги при себе си. Друга част закопава в мазето на дома си на ул. „Брацка“ още през първите дни на септември, а някои дава на свои близки, за да ги пазят. След войната остава за дълго време без средства за живот. Опитва се да си изкарва прехраната и като преписва на машина. За продължителен период единственият ѝ доход идва от вроцлавската библиотека Ossolineum, на която продава част от ръкописите на Виткаци. От авторските права се възползва само в продължение на 3 години – от октомври 1956 г. до 1959 г., когато губят давност, поради изтичане на 20 години от смъртта на Виткаци.
През 1961 г., благодарение на намесата на Ксавери Дуниковски получава гарсониера във Варшава и пенсия. Продължава да живее както дотогава – скромно. Умира от рак, като до края на живота си се грижи за творческото наследство на съпруга си. След смъртта ѝ, по нейна воля е погребана в Гробището на заслужилите в Пексови Бжизек в Закопане. Халина Лешчинска (дъщеря на Мария Флуковска от първия ѝ брак) поставя на гроба ѝ плоча с надпис: „Тя спаси литературното наследство на Ст. И. Виткевич от пожара на войната. Поклон пред делото ѝ“.